# Rio Vermelho (vattendrag i Brasilien, Goiás, lat -14,45, long -46,33)
Rio Vermelho är ett vattendrag i Brasilien.   Det ligger i delstaten Goiás, i den sydöstra delen av landet, 230 km nordost om huvudstaden Brasília.
Omgivningarna runt Rio Vermelho är huvudsakligen savann. Runt Rio Vermelho är det mycket glesbefolkat, med 7 invånare per kvadratkilometer.